# Виктор Пасулко
Виктор Пасулко (на украински: Віктор Пасулько; на руски: Виктор Пасулько) е съветски и украински футболист и треньор. Mайстор на спорта от международна класа (1988).

## Кариера

### Футболист
Пасулко прекарва голяма част от кариерата си в различни отбори от бившия СССР. През последните 10 години от кариерата си, той играе в Германия за нискоразредни отбори.

### Национален отбор
Дебютира за Съветския съюз на 20 февруари 1988 г. в приятелски мач срещу Италия. Той играе на Евро 1988, включително финалната среща срещу Холандия и отбелязва гол в груповите срещу Англия.

### Треньор
През януари 2002 г. е назначен за старши треньор на националния отбор на Молдова.
През юли 2014 г. той изненадващо е назначен за треньор на италианския аматьорски отбор Орландина, който играе в Серия Д. Неговата работа в Сицилия обаче е кратка, след като е уволнен на 22 септември 2014 г., след като записва 3 равенства в първите 3 мача.

## Отличия

### Отборни
Спартак Москва
- Съветска Висша лига: 1987, 1989